# Vargšų biblija
Vargšų biblija è un film del 1998, diretto da Valdas Babaliauskas. 

## Trama
Nel XVII secolo, in una affollata via cittadina, un bambino povero, affamato, compie un furtarello di generi alimentari prelevandoli da un venditore ambulante, e, inseguito, trova rifugio in una stamperia: qui vede, non visto, un ecclesiastico, che, dopo aver guardato attraverso un cannocchiale presente nel locale, dà fuoco a delle stampe apologetiche di Galileo Galilei.
Lo stampatore, Benicio Sendak, è detenuto in una cella di un convento, e in un incubo si vede bruciare sul rogo; il priore lo manda a chiamare ed egli si dice pentito di aver pubblicato materiale su Copernico, Galilei, e Campanella, allora fortemente osteggiati dalla Chiesa. Viene allora rimesso in libertà, a patto che stampi una Biblia pauperum, di cui gli forniscono le immagini. Benicio va a deporre i disegni nel proprio laboratorio, poi esce per reperire un incisore che appronti le xilografie; il bambino, ancora nascosto nella stamperia, accosta le dita ad un pane che, in un'immagine, Gesù tiene in mano, e se lo porta alla bocca come per mangiarlo.
Benicius e l'incisore intraprendono il lavoro. Gli inquisitori li sorvegliano, e, trovando qualcosa che non va nelle figure riprodotte dai due, minacciandoli, ordinano di rifarle, consegnando loro un inchiostro altamente velenoso con cui stamparle. Il bambino va a rifugiarsi di nuovo nel laboratorio e ripete il gesto di portarsi alla bocca il cibo delle stampe. Il mattino dopo l'incisore lo trova, e, vedendo dei segni d'inchiostro sulla sua bocca, capisce cosa c'era di sbagliato nelle immagini: mancavano i cibi. Tuttavia, poiché il bambino non dà segni di vita, l'incisore deduce che si sia avvelenato; esce dunque costernato per chiamare gli ecclesiastici. Il bambino, però, si risveglia e continua il suo vagabondare per le strade cittadine.